# Биранд, Мехмед Али
Мехме́д Али́ Бира́нд (тур. Mehmet Ali Birand; 9 декабря 1941, Стамбул, Турция — 17 января 2013, там же) — турецкий журналист, политический обозреватель и писатель, аналитик турецких телекомпаний «CNN Turk», «Kanal D» и газеты «Posta».

## Биография
Биранд родился 9 декабря 1941 года в стамбульском районе Бейоглу. Окончил Галатасарайский лицей. Журналистскую карьеру начал в 1964 году в газете «Миллиет». В 1985 году начал вести политическое шоу «32-й день» (32. Gün), которая принесла ему большой успех в 90-х. До 2013 года также вёл ежедневную новостную передачу на канале CNN Turk и работал на телеканале Kanal D, вёл постоянную колонку в газете «Posta».
Биранд был известен своей активной позицией в пользу нормализации армяно-турецких отношений, приезжал в Армению и встречался с рядом высокопоставленных лиц.
Мехмед Али Биранд скончался 17 января 2013 в возрасте 71 года от осложнений после хирургической операции на желчный пузырь. Во время операции у него остановилось сердце, однако врачам удалось восстановить его работу.